# 9e division d'infanterie (Corée du Nord)
Pour les articles homonymes, voir 9e division et 9e division d'infanterie.
La 9e division d'infanterie de Corée du Nord est une division de l'armée populaire de Corée. Elle participa à la Guerre de Corée.